# L'Étoile du Moulin-Rouge
Pour les articles homonymes, voir Moulin rouge (homonymie).
Pour plus de détails, voir Fiche technique et Distribution.
L'Étoile du Moulin-Rouge ou La Danseuse du Moulin-Rouge (Moulin Rouge) est un film américain pré Code Hayes réalisé par Sidney Lanfield et sorti en 1934.

## Synopsis
Une chanteuse se marie avec un célèbre compositeur et met fin à sa carrière mais après un certain temps, l'envie de remonter sur scène se fait sentir. Son mari s'y oposse fermement en lui interdisant reprendre la scène. Lorsqu'elle entend dire qu'une chanteuse française populaire nommée Raquel vient à New York, elle décide d'aller la voir avec un plan. À l'insu de son mari, Raquel se révèle être en réalité sa sœur qui était parti faire carrière à l'étranger. Leur plan consiste à échanger leurs places pour qu'elle puisse réaliser son rêve de remonter sur scène. Cependant, les choses ne se passent pas comme prévu.

## Fiche technique
- Titre original : Moulin Rouge
- Titre français : L'Étoile du Moulin-Rouge ; La Danseuse du Moulin-Rouge
- Réalisation : Sidney Lanfield
- Scénario : Nunnally Johnson et Henry Lehrman d'après la pièce de Lyon de Bri
- Direction artistique : Richard Day et Joseph C. Wright
- Photographie : Charles Rosher
- Montage : Lloyd Nibley et Lloyd Nosler
- Musique originale : Alfred Newman et Harry Warren
- Chorégraphe : Russell Markert
- Production : Darryl F. Zanuck et William Goetz
- Société de production : 20th Century Pictures
- Société de distribution : United Artists
- Pays :  États-Unis
- Langue : anglais
- Format : noir et blanc - 35 mm - 1,33:1 – son monophonique
- Genre : comédie
- Durée : 92 minutes
- Dates de sortie : 
  - USA : 10 janvier 1934
  - France : 1er juin 1934

## Distribution
- Constance Bennett : Helen Hall / Raquel
- Franchot Tone : Douglas Hall
- Tullio Carminati : Victor Le Maire
- Helen Westley : Miss  Morris
- Andrew Tombes : McBride
- Russ Brown : Joe
- Hobart Cavanaugh : l'ivrogne
- Georges Renavent : le français
- Fuzzy Knight : Eddie
- Ivan Lebedeff : Ramon
- Mischa Auer :  le sculpteur
- Helen Wood : Madame
- Lucille Ball, Barbara Pepper : danseuses
- Eddie Foy Jr. : un magicien